# Polyrhachis calliope
Polyrhachis calliope é uma espécie de formiga do gênero Polyrhachis, pertencente à subfamília Formicinae.